# Iliouchine A-50
L'Iliouchine A-50 ou Beriev A-50 (code OTAN : Mainstay) est un avion de détection et de commandement aéroporté quadriréacteur en service depuis 1984.

## Historique

### Construction et ventes à l'étranger
Il est construit à partir de l'Iliouchine Il-76 et sera engagé pour la surveillance de l'espace aérien soviétique dans le contexte de la guerre froide. Au début des années 2010, on estime qu'une quinzaine d'exemplaires serait en service dans les forces aérospatiales russes (VKS).
Trois sont livrés à la force aérienne indienne entre 2007 et 2010, équipés de radars israéliens.
Le A-50U en est une version modernisée, développée à partir de 2003. Il est prévu qu'il soit remplacé dans la seconde moitié des années 2020 par le Beriev A-100 dérivé du A-50U.
Le 23 juillet 2019, la Corée du Sud annonce qu'un A-50 a violé son espace aérien et que ses forces aériennes ont procédé à 380 tirs de semonce (interception par deux F-15 Eagle et deux F-16 Falcon).

### Invasion de l'Ukraine par la Russie
Dans les premiers mois de l'invasion de l'Ukraine par la Russie, les A-50M/U Mainstay effectuent en moyenne deux à trois sorties par jour sur le front du Donbass et le sud de l'Ukraine, fournissant une alerte précoce à haute résolution et des informations vectorielles sur les avions ukrainiens volant à basse altitude dans ces secteurs. Toutefois, l'efficacité des A-50M en tant que multiplicateur de force est limitée tout au long de la guerre par deux facteurs. Premièrement, les forces ukrainiennes découvrent que l'A-50 est assez facile à contrer via la guerre électronique, et elles font état de succès constants dans ce domaine. Deuxièmement, comme l'opération aérienne russe est subordonnée aux forces terrestres, les informations de surveillance ne sont généralement pas relayées directement entre les A-50M et les chasseurs de la CAP ou les unités de défense antiaérienne à longue portée comme les batteries S-400. Au lieu de cela, les informations sont normalement relayées via le poste de commandement du district militaire ou un poste de commandement de l'armée combinée, puis directement ou via un avion relais Iliouchine Il-20 aux unités de défense antiaérienne et aux patrouilles de chasseurs. Cela ralentit considérablement le taux de transfert des données et limite la capacité du VKS à utiliser les A-50M/U pour guider directement les engagements des missiles sol-air et de la chasse.
Le 26 février 2023, un A-50 stationnant sur la base aérienne de Minsk-Matchoulichtchi en Bielorussie subit une attaque de petits drones commerciaux lancée par l'opposition biélorusse. Alexandre Loukachenko déclare le 7 mars que les dégâts sont mineurs. L'appareil est envoyé sur la base aérienne Taganrog-Central pour réparations, l'usine Beriev de réparation à Taganrog est attaquée en mars 2024, faisant seize blessés.
Le 14 janvier 2024, les forces russes perdent un A-50U Mainstay; l'armée de l'air ukrainienne affirme être à l'origine de la destruction de l'appareil.
Le 23 février 2024, le général ukrainien Mykola Olechtchouk annonce la destruction d'un second appareil, près des côtes de la mer d'Azov. Des vidéos le montrent attaqué par des missiles alors qu'il largue des leurres à 20 h (UTC+03:00). Il s'écrase sur une ferme dans le district de Kanevskoy dans le Kraï de Krasnodar. L'appareil aurait été abattu par un missile sol-air S-200 et les dix hommes de l'équipage seraient tous décédés, selon les services de renseignement ukrainiens qui en communiquent la liste des noms et grades, les médias russes confirmant la liste de l'équipage et annonçant, comme pour l'A-50 abattu en janvier et d'autres pertes, une collecte de fonds pour les familles de celui-ci.
Le 1er juin 2025, l'Ukraine annonce avoir détruit deux appareils lors de l'opération Toile d'araignée sur la base d'Ivanovo. Une vidéo publiée par la suite confirme que deux avions A-50 ont été touchés par des drones, mais l'étendue des dégâts reste inconnue.

## Variantes

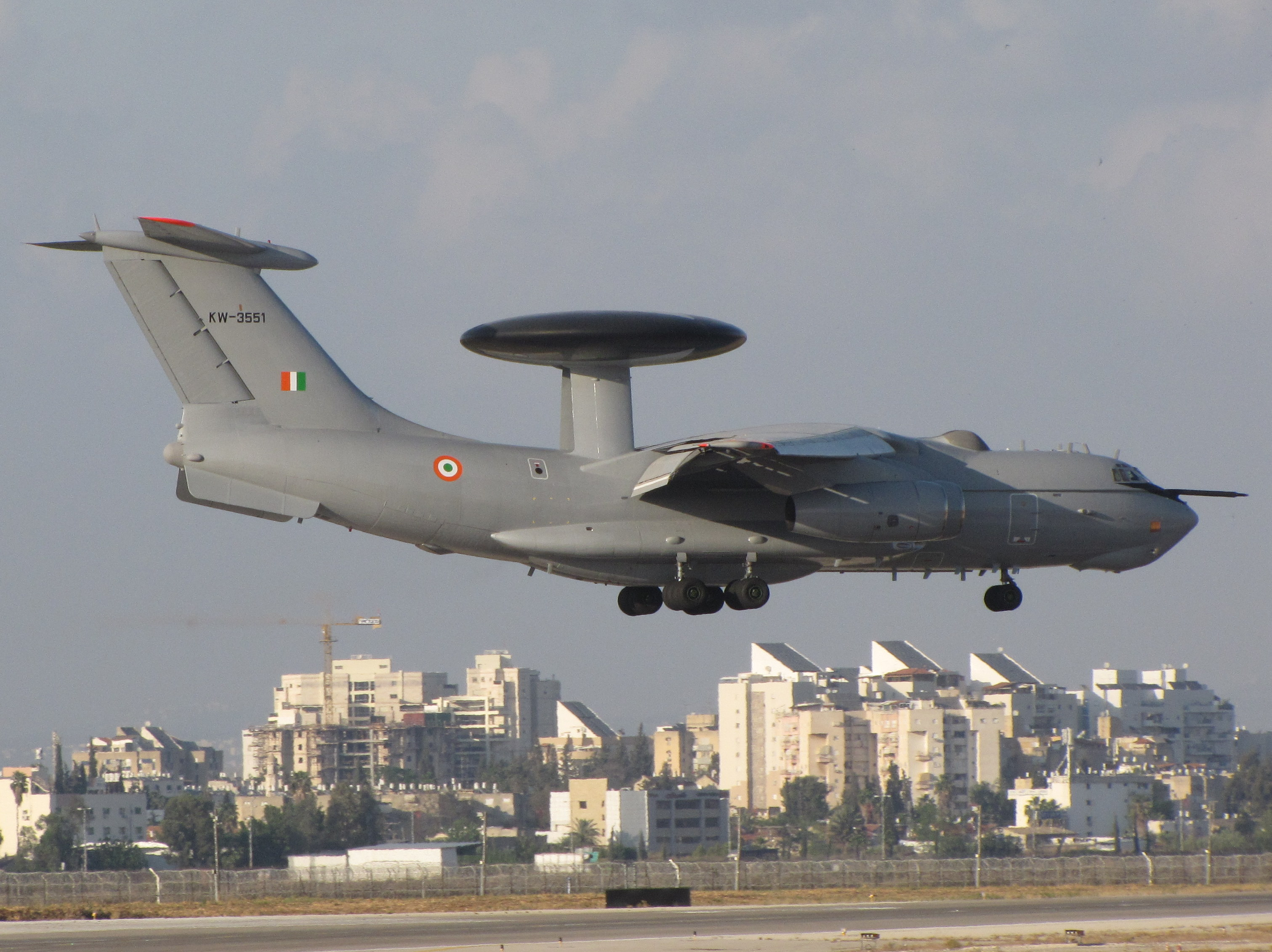
Un Beriev A-50EI de la force aérienne indienne en 2009.

- A-50M - Variante actualisée de l'A-50 équipée d'une capacité de ravitaillement en vol.
- A-50U - Variante actualisée de l'A-50M avec une électronique moderne et un confort accru pour l'équipage[13],[14].
- Izdeliye-676[15] - Avion de télémétrie et de suivi unique et provisoire.
- Izdeliye-776[15] - Avion de télémétrie et de poursuite à usage unique.
- Izdeliye-976 (SKIP)[15] - (Airborne Check-Measure-and-Control Center) - Plate-forme de contrôle de portée et de poursuite de missiles basée sur l'Il-76. Initialement construite pour soutenir les essais du missile de croisière Kh-55.
- Izdeliye-1076[15] - Avion de mission spéciale unique dont les fonctions sont inconnues.
- A-50EI - Une version d'exportation pour la Force aérienne indienne avec des moteurs Aviadvigatel PS-90A-76 et un radar israélien EL/W-2090 (en)[16].

## Opérateurs

### Actuels

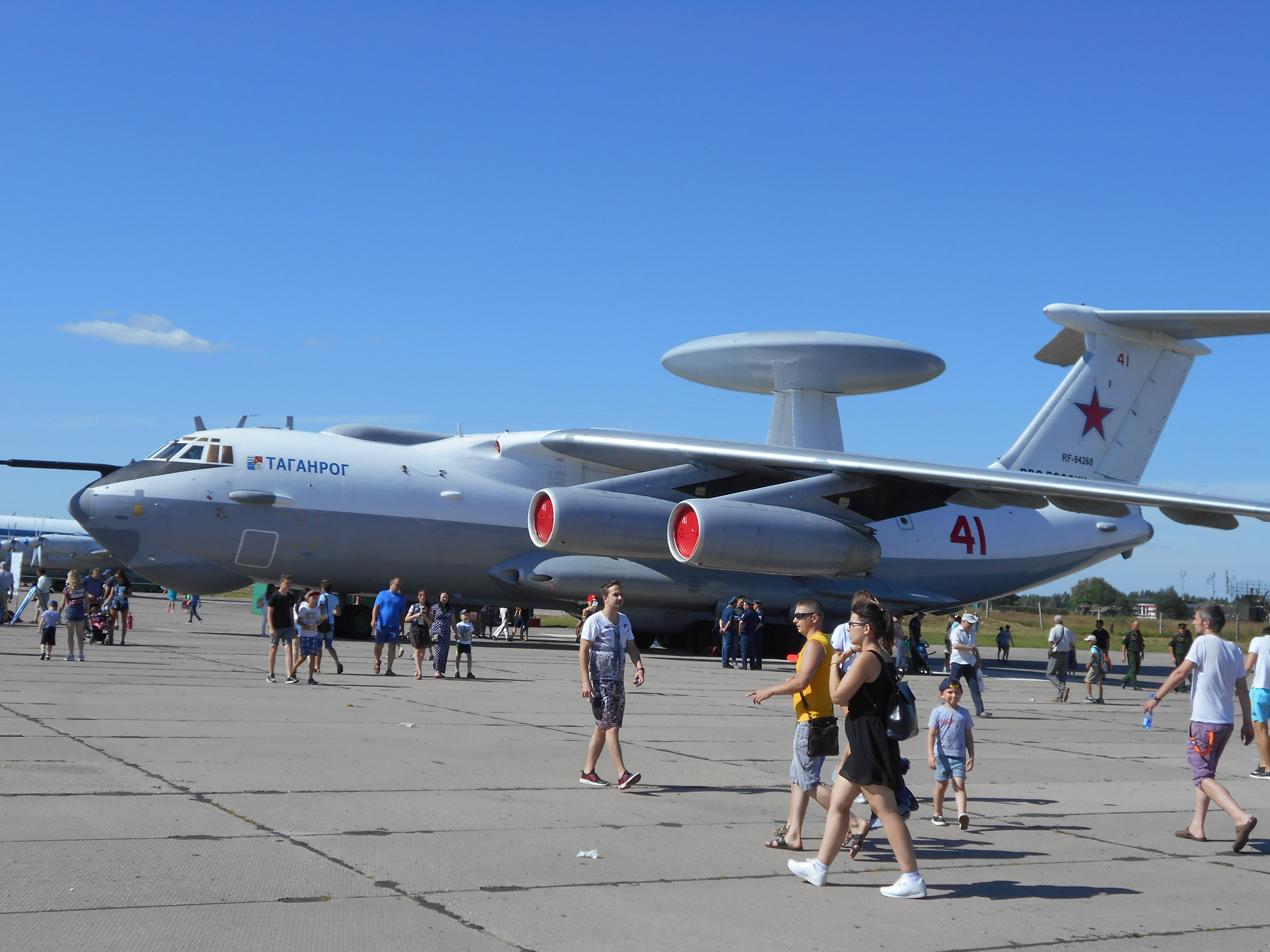
Un Iliouchine A-50 Taganrog n°41 sur la Base aérienne d'Ivanovo en 2018.

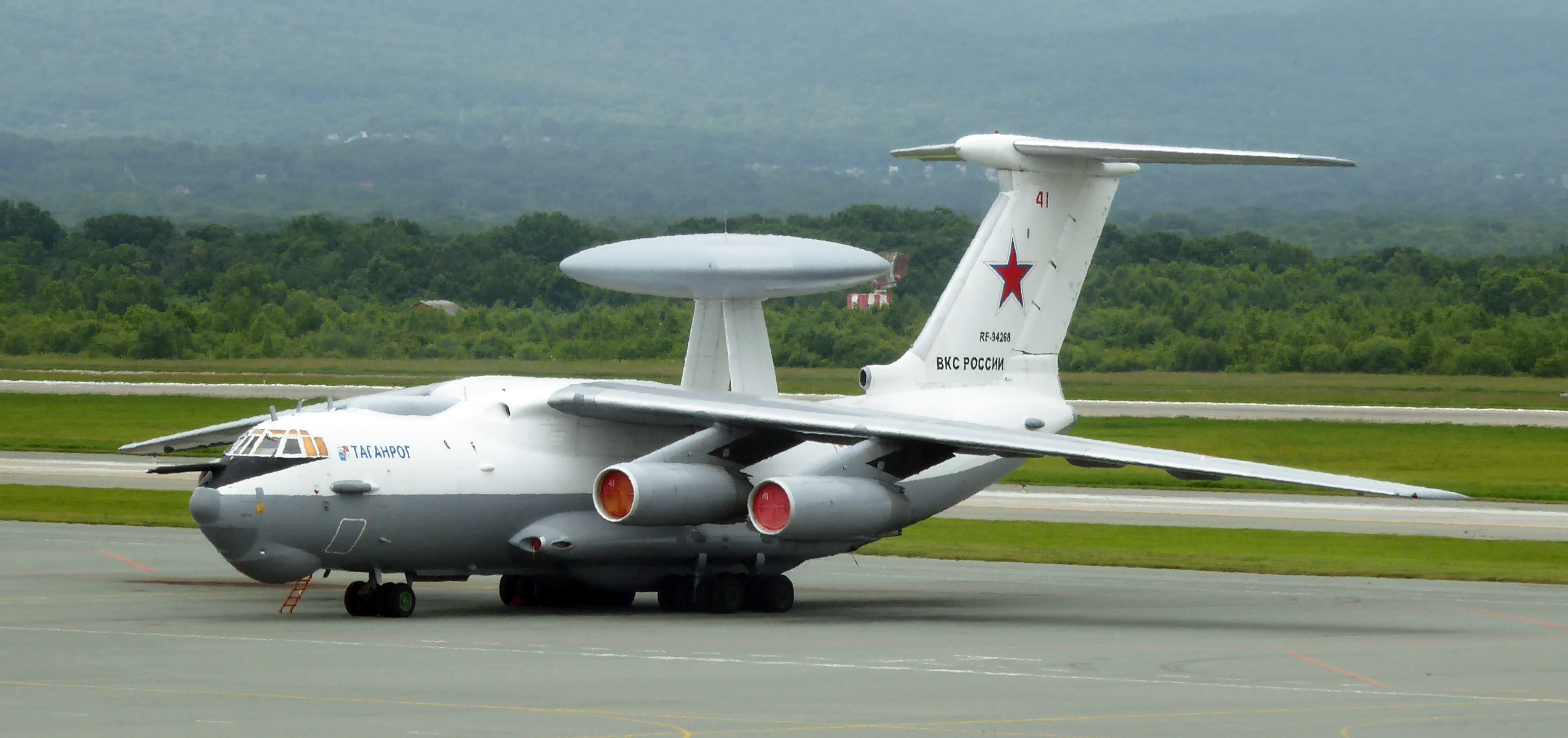
Le même à l'aéroport international de Vladivostok 2019.

- Russie
  - Forces aériennes russes[17] : en février 2023, il reste encore 8[18] ou 11[19] avions A-50 en service selon les médias occidentaux.
    - 2457e base d'aviation
      - 144e régiment d'aviation d'alerte précoce aéroporté. Selon les données officiellement publiées avant l'invasion de l'Ukraine, l'unité est composée de 13 avions A-50 et de huit avions A-50U, sans compter plusieurs A-50 entreposés[20].

- Inde
  - Force aérienne indienne[17] : en mars 2016, il est annoncé que l'Inde souhaite convertir deux autres appareils, en achetant des machines aux forces aériennes ouzbèkes. En février 2023, il en reste encore neuf ou 12 selon les médias occidentaux : trois sont en service, trois autres sont équipés par IAI du système radar Phalcon AEW&C d'IAI. Ils équipent le 50e escadron des FAI.

### Anciennement

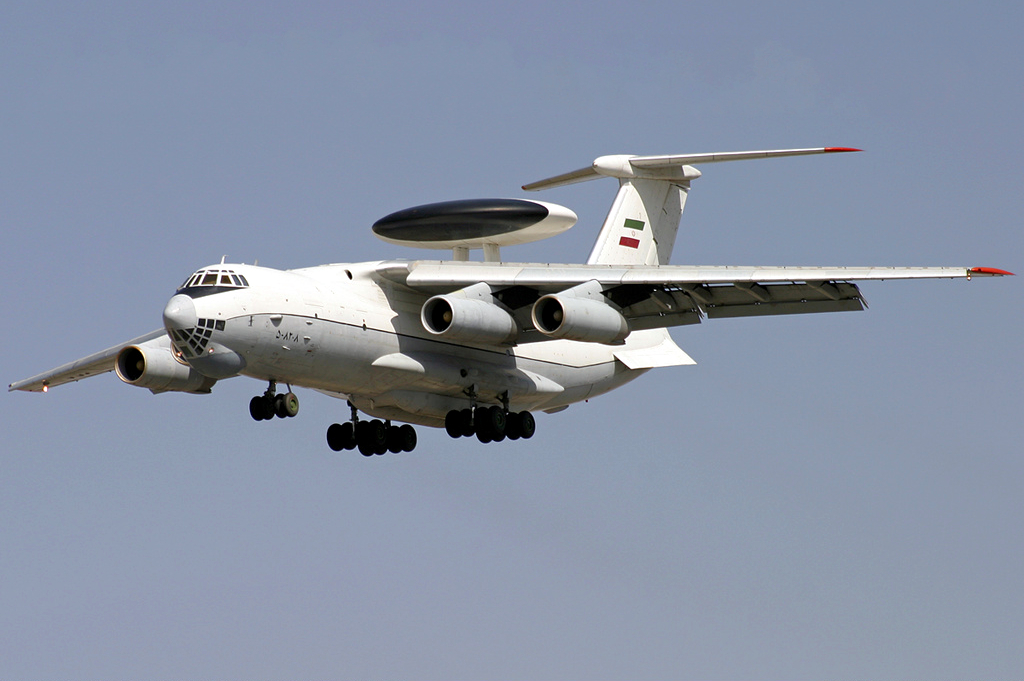
Il-76MD, l'ancien Adnan 2 sous les couleurs iraniennes en 2008 devenant Simorgh. Il est détruit lors d'une collision en vol avec un chasseur iranien le 22 septembre 2009.

- Force aérienne irakienne : l'Irak équipe trois avions civils Iliouchine Il-76 d'un radar français TRS 2106 Tiger G appelés Bagdad-1, Adnan-1 et Adnan-2. Un appareil est détruit, les deux appareils restants sont transportés par leurs équipages en Iran en 1991, pendant la guerre du Golfe.
- Iran : l'Iran conserve les appareils en guise de compensation pour les pertes subies lors de la guerre Iran-Irak[21]. Un seul appareil a pu être maintenu en état de marche sous le nom de Simorgh, l'autre a probablement été cannibalisé comme fournisseur de pièces de rechange. L'un des appareils opérationnels est perdu lors d'une collision en vol avec un Northrop F-5E Tiger II (ou HESA Saeqeh) lors d'un défilé militaire le 22 septembre 2009, entraînant la mort des sept membres de l'équipage[22]. La collision, suivie d'une explosion, est filmée par une caméra[23].

## Culture populaire
- Le Mainstay apparaît dans le roman Tempête rouge de Tom Clancy, où plusieurs appareils, chargés de la surveillance des forces de l'OTAN en Allemagne au début de la Troisième Guerre mondiale, sont abattus par un appareil furtif expérimental américain.